# Konsulat Generalny Bułgarii w Gdańsku

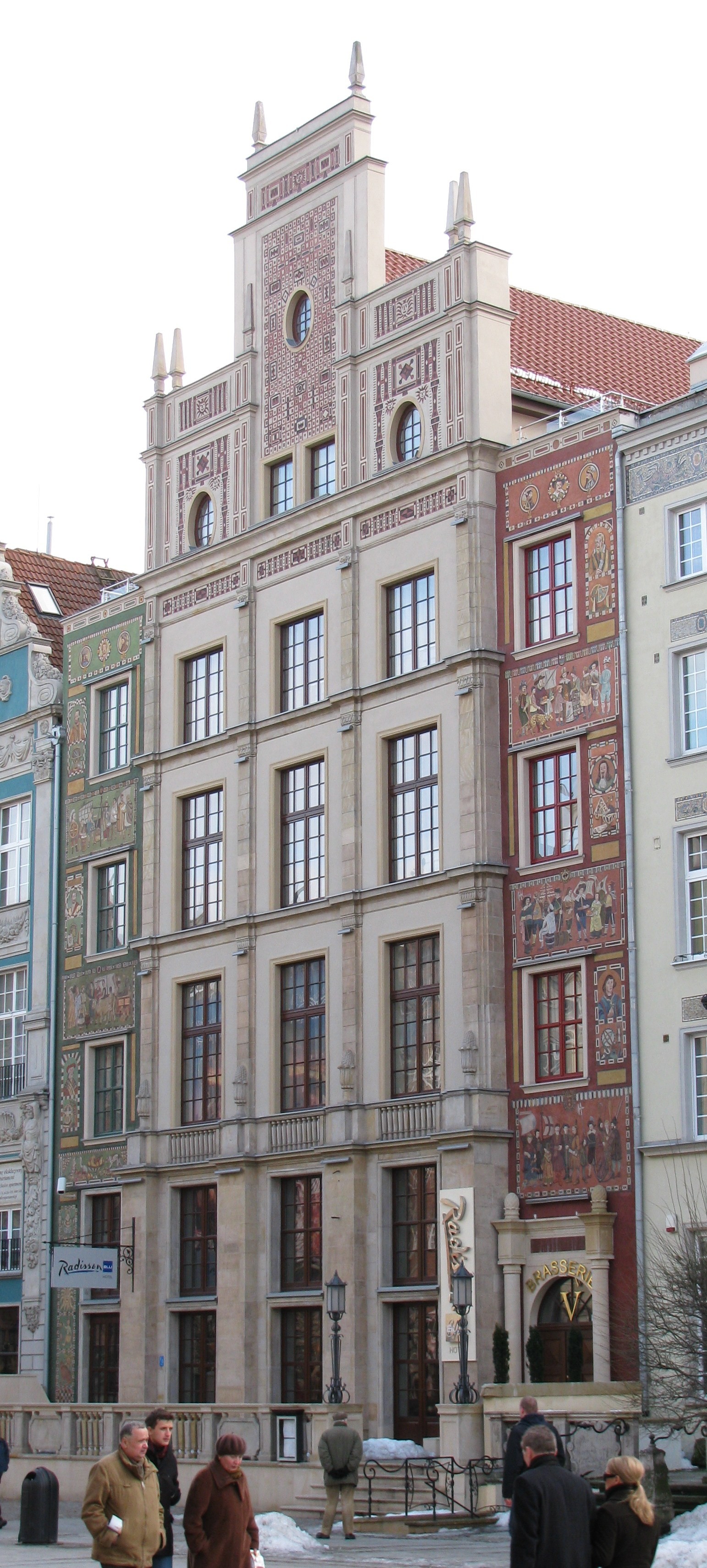
b. siedziba Konsulatu Generalnego Bułgarii w Gdańsku przy Długim Targu (1940-1942)

Konsulat Generalny Bułgarii w Gdańsku (Генерално консулство на България в Данциг, Generalkonsulat von Bulgarien in Danzig) – bułgarska placówka konsularna funkcjonująca w Gdańsku.
Pierwszy akredytowany przedstawiciel Bułgarii w randze konsula generalnego rozpoczął urzędowanie w Gdańsku w 1934. Urząd funkcjonował do 1942.
Współcześnie, od 2015 funkcjonuje Konsulat Honorowy Bułgarii przy ul. Ołowianka 3a.

## Kierownicy konsulatu
- 1934-1939 - dr Henrich O. Grundmann, konsul generalny
- 1940 - Hugo Winkelmann, konsul generalny[1]

## Siedziba
- Große Wollwebergasse 19 (ob. ul. Tkacka) (1934-1938)[2]
- Langer Markt 19 (Długi Targ) (1940-1942) w siedzibie filii Deutsche Bank